# Luiz Alphonsus
Luiz Alphonsus de Guimaraens (Belo Horizonte, 9 de março de 1948) é um pintor, fotógrafo e artista multimídia brasileiro. Representante da geração de artistas do final da década de 1960, ligou-se à Arte Conceitual brasileira. Suas obras, em grande parte, refletem as tensões vividas durante a Ditadura Militar Brasileira. Participou da Bienal de Paris e de duas edições da Bienal Internacional de São Paulo. É neto do poeta simbolista Alphonsus de Guimaraens e filho do poeta modernista Alphonsus de Guimaraens Filho.

## Vida
Nascido em Belo Horizonte em 1948, muda-se para o Rio de Janeiro em 1955 e para Brasília em 1961. Lá, inicia sua carreira artística, integrando o grupo formado por Cildo Meireles, Guilherme Vaz e Alfredo Fontes. Em 1967, participa do IV Salão de Arte Moderna do Distrito Federal e, em 1969, do Salão da Bússola, no Museu de Arte Moderna do Rio de Janeiro, com sua obra Túnel. Em 1971, participa da 11ª Bienal Internacional de São Paulo com a instalação Dedicado à Paisagem de Nosso Planeta e funda, com Frederico Morais e Cildo Meireles, a Unidade Experimental do Museu de Arte  Moderna do Rio de Janeiro. Neste museu, em 1977, acontece sua exposição individual Coração (7/7/77). Na década de 1980, lança o livro Bares Cariocas e participa da exposição Depoimento de uma Geração, 69 - 70, na Galeria Banerj. Nos anos 1990, é diretor da Escola de Artes Visuais do Parque Lage.